# Rottenacker
Rottenacker je město v Německu, ve spolkové zemi Bádensko-Württembersko, v zemském okrese Alba-Dunaj. Leží na Dunaji přibližně sedm kilometrů jihozápadně od Ehingenu na kraji Švábské Alby.
Město sousedí na severu a jihu s městem Ehingenem, na jihu s Unterstadionem a na západě s Munderkingenem.
Rottenackerem leží na železnici údolím Dunaje vedoucí z Donaueschingenu do Ulmu, ale osobní vlaky zde v současnosti pravidelně nestaví (zřízení zastávky je již dlouho v jednání). Městem také prochází Dunajská cyklostezka.